# کوپ
کوپ (انگلیسی: Coop Norge) شرکت خرده‌فروشی نروژی است، که در سال ۱۹۰۶ تأسیس شد.

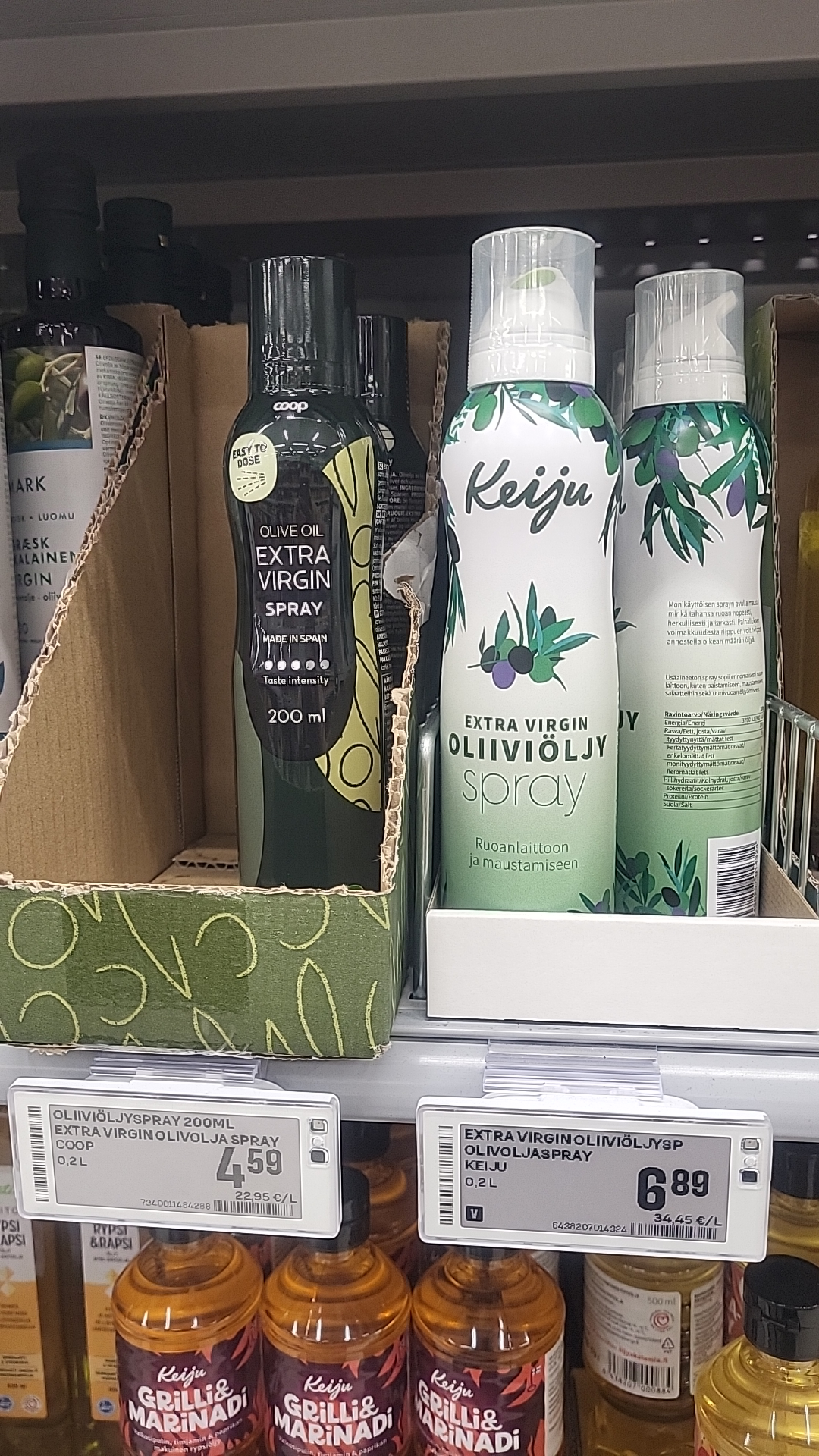
یکی از محصولات کوپ در فروشگاه پریسما